# Parastinchi

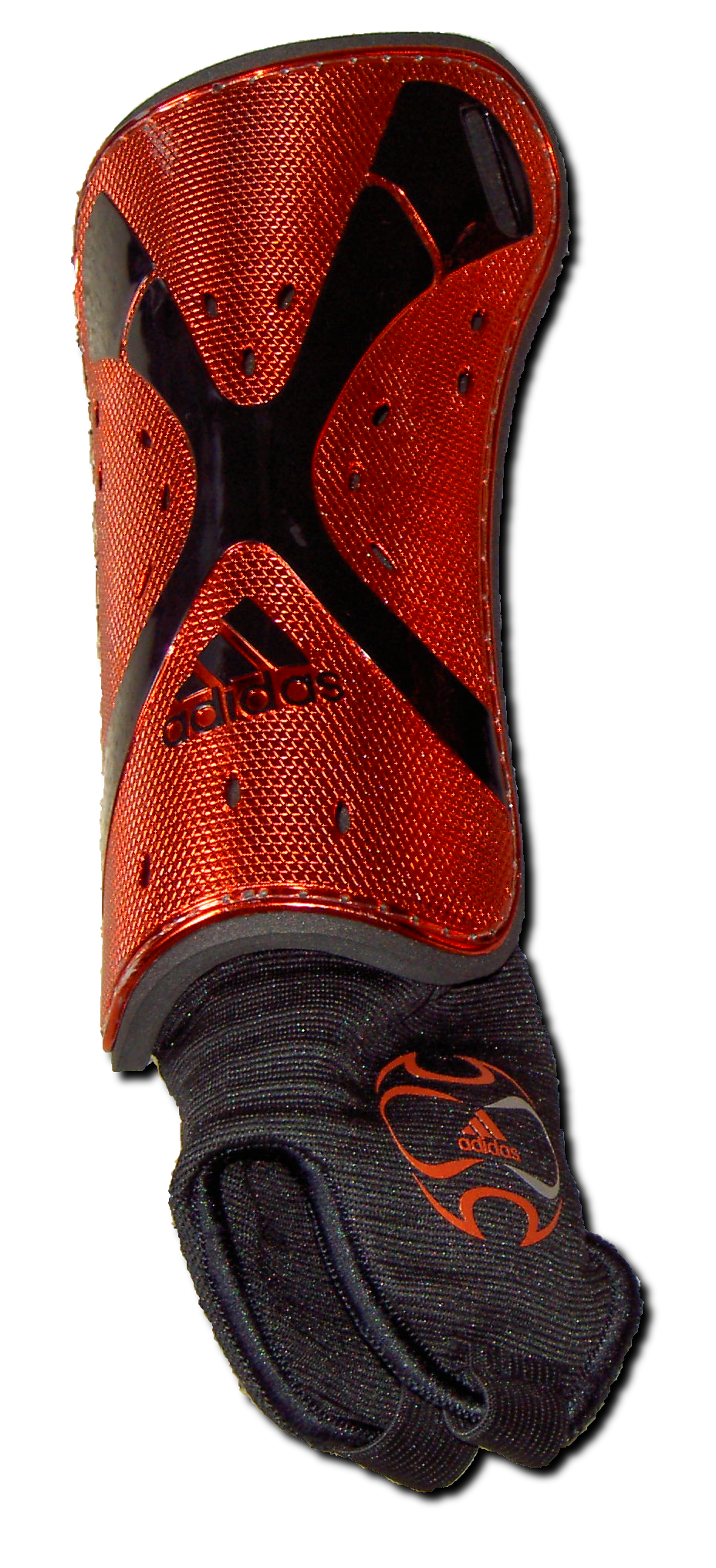
Parastinchi per calciatori

I parastinchi sono un equipaggiamento che viene usato come protezione degli stinchi negli sport in cui un impatto comporterebbe gravi conseguenze sugli arti inferiori: hockey su ghiaccio, hockey su prato, hockey su pista, baseball, calcio ecc.
Sono realizzati con differenti materiali, tra cui gommapiuma, poliuretano o altri tipi di plastica.
Negli ultimi anni si sono diffusi i parastinchi in carbonio, che hanno numerosi vantaggi tra cui elevata robustezza e leggerezza, particolarità molto apprezzate dagli sportivi. Oggi diverse aziende moderne e strutturate, migliorando la qualità e la produttività, offrono la possibilità ai propri clienti di acquistare il prodotto su internet che fino a pochi anni fa era destinato solo ai professionisti a causa dei prezzi elevati. 
Oltre a queste grandi aziende, altri piccoli artigiani si dilettano nella produzione di parastinchi, nelle loro piccole officine attrezzate, con diverse offerte di prodotti, tra cui parastinchi anatomici realizzati in più parti per una migliore adattabilità ergonomica.
L'uso dei parastinchi nel calcio venne introdotto dal giocatore Samuel Widdowson nel 1874 per la sua squadra, il Nottingham Forest.